# Комаров, Михаил Фёдорович
Михаил Фёдорович Комаров (11 [23] января 1844—6 [19] августа 1913) — украинский этнограф, адвокат, юрист.

## Биография
В 1867 году окончил юридический факультет Харьковского университета. Был присяжным поверенным в Острогожске и Киеве, затем нотариусом в Умани, позже — нотариусом в Одессе. Комаров собирал народные песни, в 1891 опубликовал (Одесса) сборник пословиц и заговоров «Нова Збирка», в 1883 опубликовал в 1 ч. альманаха «Рада» (и отдельно) библиографический указатель украинской литературы того времени: «Показчик» (1883).
Но главной его заслугой признана работа над 4-томным русско-украинским словарем, печатавшимся в 1893—1898 годах при галицкой газете «Зоря». На словаре указаны имена составителей — М. Уманец и А. Спилка. Уманец — это псевдоним Комарова (работавшего в Умани), а слово Спилка означало коллектив авторов, присылавших слова Комарову. Словарь был издан на средства украинского общественного деятеля и мецената Евгена Чикаленко. Небольшие статьи Комарова по истории украинской литературы были напечатаны в «Киевской Старине» и в галицких изданиях: «Дило», «Зоря» и «Правда». В 1874—1875 опубликовал несколько книжек для народного чтения на украинском языке.
Комаров не терял связей с родной Екатеринославщиной — избирался членом екатеринославского общества «Просвіта», местный украинский журнал «Дніпрові хвилі» печатал рецензии на его книги, сохранилось шесть писем М. Комарова к екатеринославскому историку Дм. Яворницкому, а в связи со смертью Комарова в Одессу была послана телеграмма сочувствия от членов общества «Просвіта» в Мануйловке под Екатеринославом.